# Signalisation routière en Suède
Ceci est une liste de panneaux routiers au Suède.

## Panneaux d'avertissement
Les panneaux d'avertissement sont triangulaires et ont des bordures rouges, mais contrairement à ceux de la plupart des autres pays qui utilisent des panneaux d'avertissement triangulaires, les panneaux suédois ont un fond jaune plutôt que blanc. Plus de types de panneaux d'avertissement pour les animaux sont utilisés que dans la plupart des pays européens, comme l'orignal, le cerf, le sanglier, le renne, le mouton, le cheval et la vache apparaissant le long des routes.

Virage dangereux à gauche
Virage dangereux à droite
Plusieurs courbes à gauche
Plusieurs courbes à droite
Descente raide
Montée raide
La route se rétrécit des deux côtés
La route se rétrécit sur la droite
La route se rétrécit du côté gauche
Quai non protégé
Route inégale
Ralentisseur
Plonger dans la route
Route glissante
Copeaux en vrac
Chutes de pierres par la droite
Chutes de pierres par la gauche
Passage piéton
Piétons
Enfants
Cyclistes
Skieurs
Cavaliers
Élan
Cerf
Bétail
Les chevaux
Renne
Mouton
Sangliers
Travaux
Fin des travaux
Feux de circulation
Avion volant à basse altitude
Vents latéraux
Circulation bidirectionnelle
Tunnel
Épaule dangereuse
Carrefour
Carrefour sans priorité
Rond point
Véhicules lents
Charrettes tirées par des chevaux
Véhicules tout-terrain
Embouteillage
Passage à niveau avec barrière
Passage à niveau sans barrière
Tramway
Compte à rebours du passage à niveau
Passage à niveau à voie unique
Passage à niveau multivoie
Autre danger
Accident

## Panneaux de priorité
Les panneaux de passage pour piétons et cyclistes sont des panneaux prioritaires en Suède, tandis que le panneau de passage pour piétons est considéré comme un panneau réglementaire spécial dans la convention de Vienne sur la signalisation routière. Un panneau pour le passage à vélo n'est pas encore mis en œuvre dans la Convention de Vienne.

Cédez le passage
Arrêt
Passage piéton
Route prioritaire
Fin de la route prioritaire
Priorité aux véhicules venant en sens inverse
Priorité sur les véhicules venant en sens inverse
Traversée de cyclistes

## Panneaux d'interdiction
Les panneaux d'interdiction sont ronds avec un fond jaune et des bordures rouges, à l'exception du panneau d'arrêt standard international qui est un octogone avec un fond rouge et une bordure blanche et des panneaux d'interdiction de stationnement et d'interdiction de stationner qui ont un fond bleu au lieu de jaune.

Interdiction d'entrer
Fermé à tous les véhicules motorisés dans les deux sens
Interdiction des véhicules à moteur
Interdiction des véhicules à moteur à quatre roues
Interdiction aux motocyclistes
Interdiction des remorques
Interdiction des camions
Interdiction des tracteurs
Interdiction des véhicules transportant des marchandises dangereuses
Interdiction aux cyclistes
Interdiction des cyclomoteurs
Interdiction des véhicules à traction animale
Interdiction des motoneiges
Interdiction des cavaliers
Interdiction aux piétons
Interdiction des véhicules dépassant la largeur indiquée
Interdiction des véhicules dépassant la hauteur indiquée
Interdiction des véhicules dépassant la longueur indiquée
Distance minimale entre les véhicules automobiles à deux chenilles
Interdiction des véhicules dépassant le poids indiqué
Interdiction des véhicules ou ensembles de véhicules dépassant le poids indiqué
Interdiction des véhicules dont le poids dépasse le poids sur un essieu
Interdiction des véhicules dépassant le poids indiqué sur un essieu tandem
Interdiction de tourner à gauche
Interdiction de tourner à droite
Interdiction de faire demi-tour
Interdiction de dépasser
Interdiction de dépasser aux camions
Limitation de vitesse
Fin de l'interdiction de dépasser
Fin de l'interdiction de dépasser pour les camions
Arrêtez-vous au panneau si le signal est rouge
Arrêtez-vous pour le contrôle de police.
Interdiction de stationner ou d'attendre
Interdiction de s'arrêter ou de rester debout
Interdiction de stationner les jours impairs
Interdiction de stationner les jours pairs
Stationnement basé sur une date
Interdiction des véhicules à moteur équipés de pneus cloutés

## Panneaux obligatoires
Les panneaux obligatoires sont toujours des panneaux ronds bleus avec une bordure blanche.

Direction à suivre
Passer à droite
Passer à gauche
Passer de chaque côté
Rond-point
Piste pour cycles
Sentier
Piste obligatoire pour les piétons et les cyclistes
Sentier équestre
Chemin pour véhicules tout-terrain
Début de voie réservée aux transports en commun
Fin de voie réservée aux transports en commun

## Panneaux réglementaires spéciaux

Autoroute
Fin de l'autoroute
Route d'accès limitée
Fin de la route à accès limité
Zone bâtie
Fin de l'agglomération
Zone piétonne
Fin de la zone piétonne
Quartier résidentiel
Fin du quartier résidentiel
Route à basse vitesse
Fin de la route à basse vitesse
Vitesse maximale recommandée
Fin de la vitesse maximale recommandée
Sens unique
Impasse
Lieu de passage
Parking
Arrêt de bus
Station de taxis
Route à péage

## Voir également
- Marques routières en Suède